# Episodi di The Dick Van Dyke Show (terza stagione)
La terza stagione della serie televisiva The Dick Van Dyke Show è andata in onda negli Stati Uniti dal 23 settembre 1964 al 13 maggio 1964 sulla CBS. 
| nº | Titolo originale                                                                       | Prima TV USA      |
| -- | -------------------------------------------------------------------------------------- | ----------------- |
| 1  | That's My Boy??                                                                        | 25 settembre 1963 |
| 2  | The Masterpiece                                                                        | 2 ottobre 1963    |
| 3  | Laura's Little Lie                                                                     | 9 ottobre 1963    |
| 4  | Very Old Shoes, Very Old Rice                                                          | 16 ottobre 1963   |
| 5  | All About Eavesdropping                                                                | 23 ottobre 1963   |
| 6  | Too Many Stars                                                                         | 30 ottobre 1963   |
| 7  | Who and Where Was Antonio Stradivarius?                                                | 6 novembre 1963   |
| 8  | Uncle George                                                                           | 13 novembre 1963  |
| 9  | Big Max Calvada                                                                        | 20 novembre 1963  |
| 10 | The Ballad of the Betty Lou                                                            | 27 novembre 1963  |
| 11 | Turtles, Ties, and Toreadors                                                           | 4 dicembre 1963   |
| 12 | The Sound of the Trumpets of Conscience Falls Deafly on a Brain That Holds Its Ears... | 11 dicembre 1963  |
| 13 | The Alan Brady Show Presents                                                           | 18 dicembre 1963  |
| 14 | The Third One from the Left                                                            | 1º gennaio 1964   |
| 15 | My Husband Is the Best One                                                             | 8 gennaio 1964    |
| 16 | The Lady and the Tiger and the Lawyer                                                  | 15 gennaio 1964   |
| 17 | The Life and Love of Joe Coogan                                                        | 22 gennaio 1964   |
| 18 | A Nice, Friendly Game of Cards                                                         | 29 gennaio 1964   |
| 19 | Happy Birthday and Too Many More                                                       | 5 febbraio 1964   |
| 20 | The Brave and the Backache                                                             | 12 febbraio 1964  |
| 21 | The Pen Is Mightier Than the Mouth                                                     | 19 febbraio 1964  |
| 22 | My Part-Time Wife                                                                      | 26 febbraio 1964  |
| 23 | Honeymoons Are for the Lucky                                                           | 4 marzo 1964      |
| 24 | How to Spank a Star                                                                    | 11 marzo 1964     |
| 25 | The Plots Thicken                                                                      | 18 marzo 1964     |
| 26 | Scratch My Car and Die                                                                 | 25 marzo 1964     |
| 27 | The Return of Edwin Carp                                                               | 1º aprile 1964    |
| 28 | October Eve                                                                            | 8 aprile 1964     |
| 29 | Dear Mrs. Petrie, Your Husband Is in Jail                                              | 15 aprile 1964    |
| 30 | My Neighbor's Husband's Other Life                                                     | 22 aprile 1964    |
| 31 | I'd Rather Be Bald Than Have No Head at All                                            | 29 aprile 1964    |
| 32 | Teacher's Petrie                                                                       | 13 maggio 1964    |

## That's My Boy??
- Prima televisiva: 25 settembre 1963

### Trama
- Guest star: Amzie Strickland (infermiera), Greg Morris (Mr. Peters), Mimi Dillard (Mrs. Peters)

## The Masterpiece
- Prima televisiva: 2 ottobre 1963

### Trama
- Guest star: Amzie Strickland (donna), Alan Reed (Auctioneer), Howard Morris (Mr. Holdecker), Ray Kellogg (John)

## Laura's Little Lie
- Prima televisiva: 9 ottobre 1963

### Trama
- Guest star: Charles Aidman (Ed Rubin)

## Very Old Shoes, Very Old Rice
- Prima televisiva: 16 ottobre 1963

### Trama
- Guest star: Russell Collins (giudice Krata), Madge Blake (Dodo Parker), Burt Mustin (Donald Parker)

## All About Eavesdropping
- Prima televisiva: 23 ottobre 1963

### Trama
- Guest star:

## Too Many Stars
- Prima televisiva: 30 ottobre 1963

### Trama
- Guest star: Eddie Ryder (Howard Lebost), Eleanor Audley (Mrs. Billings), Sylvia Lewis (Anita Lebost), Jerry Hausner (fattorino)

## Who and Where Was Antonio Stradivarius?
- Prima televisiva: 6 novembre 1963

### Trama
- Guest star: Betty Lou Gerson (cameriera festa), Harold Peary (zio Edward), Sallie Jones (Graciella), Amzie Strickland (zia Mildred), Chet Stratton (ospite party)

## Uncle George
- Prima televisiva: 13 novembre 1963

### Trama
- Guest star: Denver Pyle (zio George), Elvia Allman (Mrs. Glimscher), Bill Idelson (Herman Glimscher)

## Big Max Calvada
- Prima televisiva: 20 novembre 1963

### Trama
- Guest star: Sue Casey (Clarisse Calvada), Jack Larson (Kenny Dexter), Sheldon Leonard (Max Calvada), Arthur Batanides (Bernard), Tiny Brauer (Mr. Parker)

## The Ballad of the Betty Lou
- Prima televisiva: 27 novembre 1963

### Trama
- Guest star: Danny Scholl (Sailor)

## Turtles, Ties, and Toreadors
- Prima televisiva: 4 dicembre 1963

### Trama
- Guest star: Míriam Colón (Maria), Alan Dexter (Immigration Officer), Tiny Brauer (tassista)

## The Sound of the Trumpets of Conscience Falls Deafly on a Brain That Holds Its Ears...
- Prima televisiva: 11 dicembre 1963

### Trama
- Guest star: Alan Dexter (Hoodlum), Edward Holmes (Witness), Bernie Hamilton (agente di polizia Nelson), Ken Lynch (tenente Yarnell), Ray Kellogg (ufficiale di polizia)

## The Alan Brady Show Presents
- Prima televisiva: 18 dicembre 1963

### Trama
- Guest star: Cornell Chulay (ragazza)

## The Third One from the Left
- Prima televisiva: 1º gennaio 1964

### Trama
- Guest star: Jimmy Murphy (Ernie Murphy), Cheryl Holdridge (Joan Delroy)

## My Husband Is the Best One
- Prima televisiva: 8 gennaio 1964

### Trama
- Guest star: Valerie Yerke (Diane Moseby)

## The Lady and the Tiger and the Lawyer
- Prima televisiva: 15 gennaio 1964

### Trama
- Guest star: Anthony Eisley (Arthur Stanwyck), Lyla Graham (Donna Palmer)

## The Life and Love of Joe Coogan
- Prima televisiva: 22 gennaio 1964

### Trama
- Guest star: Michael Forest (Joe Coogan)

## A Nice, Friendly Game of Cards
- Prima televisiva: 29 gennaio 1964

### Trama
- Guest star: Edward Platt (Lou Gregory), Shirley Mitchell (Beth Gregory)

## Happy Birthday and Too Many More
- Prima televisiva: 5 febbraio 1964

### Trama
- Guest star: Michael Chulay (bambino al party), Cornell Chulay (ragazza), Brendan Freeman (bambino al party), Tony Paris (bambino al party)

## The Brave and the Backache
- Prima televisiva: 12 febbraio 1964

### Trama
- Guest star: Ross Elliott (dottor Philip Nevins), Ken Berry (Tony Daniels)

## The Pen Is Mightier Than the Mouth
- Prima televisiva: 19 febbraio 1964

### Trama
- Guest star: Dick Patterson (Stevie Parsons), Herb Vigran (Bernie Quinn)

## My Part-Time Wife
- Prima televisiva: 26 febbraio 1964

### Trama
- Guest star: Jackie Joseph (Jackie)

## Honeymoons Are for the Lucky
- Prima televisiva: 4 marzo 1964

### Trama
- Guest star: Allan Melvin (Sam Pomeroy), Peter Hobbs (capitano Lebost), Kathleen Freeman (Mrs. Campbell)

## How to Spank a Star
- Prima televisiva: 11 marzo 1964

### Trama
- Guest star: Lola Albright (Paula Marshall)

## The Plots Thicken
- Prima televisiva: 18 marzo 1964

### Trama
- Guest star: Carl Benton Reid (Mr. Meehan), Isabel Randolph (Clara Petrie), J. Pat O'Malley (moglie di Sam Petrie), Geraldine Wall (Mrs. Meehan)

## Scratch My Car and Die
- Prima televisiva: 25 marzo 1964

### Trama
- Guest star:

## The Return of Edwin Carp
- Prima televisiva: 1º aprile 1964

### Trama
- Guest star: Bert Gordon (Bert), Arlene Harris (Arlene), Richard Haydn (Edwin Carp), Amzie Strickland (Mrs. Carp)

## October Eve
- Prima televisiva: 8 aprile 1964

### Trama
- Guest star: Howard Wendell (Henry), Genevieve Griffin (Henry)

## Dear Mrs. Petrie, Your Husband Is in Jail
- Prima televisiva: 15 aprile 1964

### Trama
- Guest star: Henry Scott (poliziotto), Arthur Batanides (Arnold), Herkie Styles (Benny Joey), Barbara Stuart (Maureen Core), Jackie Joseph (Alberta Schweitzer), Jack Gordon (prigioniero))

## My Neighbor's Husband's Other Life
- Prima televisiva: 22 aprile 1964

### Trama
- Guest star:

## I'd Rather Be Bald Than Have No Head at All
- Prima televisiva: 29 aprile 1964

### Trama
- Guest star: Ned Glass (Irwin)

## Teacher's Petrie
- Prima televisiva: 13 maggio 1964

### Trama
- Guest star: Bernard Fox (Mr. Caldwell), Cheerio Meredith (Miss Prinder)